# Yutpichai Lertlum
Yutpichai Lertlum (thailändisch ยุทธพิชัย เลิศล้ำ, * 21. April 1999 in Bangkok) ist ein thailändischer Fußballspieler.

## Karriere

### Verein
Yutpichai Lertlum erlernte das Fußballspielen in der Jugendmannschaft von Buriram United. Als Jugendspieler stand er 2017 einmal in der ersten Liga auf dem Spielfeld. Am 6. August 2017 wurde er im Spiel gegen Super Power Samut Prakan FC in der 89. Minute für Ratthanakorn Maikami eingewechselt. Am Ende der Saison feierte er mit Buriram die thailändische Meisterschaft. 2018 unterschrieb er bei Buriram seinen ersten Profivertrag. Die Rückserie 2018 wurde er an den Ligakonkurrenten PT Prachuap FC nach Prachuap Khiri Khan ausgeliehen. Für Prachuap absolvierte er ein Erstligaspiel. Die Hinserie 2019 spielte er auf Leihbasis beim Lampang FC. Der Verein aus Lampang spielte in der zweiten Liga, der Thai League 2. Die Rückserie 2019 lieh ihn der der ebenfalls in der zweiten Liga spielende Khon Kaen FC aus. Für den Klub aus Khon Kaen absolvierte er 16 Zweitligaspiele. Ende November 2019 lief sein Vertrag in Buriram aus. Bis Juni 2020 war er vertrags- und vereinslos. Im Juli 2020 verpflichtete ihn der Erstligist Samut Prakan City FC aus Samut Prakan. Am Ende der Saison 2021/22 belegte er mit Samut den vorletzten Tabellenplatz und musste somit in die zweite Liga absteigen. Nach dem Abstieg verließ er den Verein. Anfang August 2022 unterschrieb er einen Vertrag beim Zweitligisten Trat FC. Am Ende der Saison 2022/23 feierte er mit dem Verein aus Trat die Vizemeisterschaft und den Aufstieg in die erste Liga. Nach dem Aufstieg verließ er den Verein und schloss sich im Sommer 2023 dem Drittligisten Raj-Pracha FC an. Mit dem Hauptstadtverein spielt er in der Western Region der Liga.

### Nationalmannschaft
Yutpichai Lertlum spielte 2018 einmal in der thailändischen U19-Nationalmannschaft. Hier stand er in einem Spiel am 19. Oktober 2018 im Rahmen der U-19-Asienmeisterschaft gegen den Irak auf dem Spielfeld.

## Erfolge
Buriram United
- Thailändischer Meister: 2017

Trat FC
- Thailändischer Zweitligavizemeister: 2022/23  ▲